# Bivektor
Inom matematiken är en bivektor eller 2-vektor en kvantitet inom yttre algebra eller geometrisk algebra som utökar idén om skalärer och vektorer. Om en skalär anses vara en kvantitet av ordning noll och en vektor av ordning ett, kan en bivektor anses vara av ordning två. Bivektorer har tillämpningar inom många områden av matematik och fysik. De är relaterade till komplexa tal i två dimensioner och till både pseudovektorer och kvaternioner i tre dimensioner. De kan användas för att generera rotationer i valfritt antal dimensioner och är ett användbart verktyg för att klassificera sådana rotationer. De används också inom fysiken och binder samman ett antal orelaterade mängder.

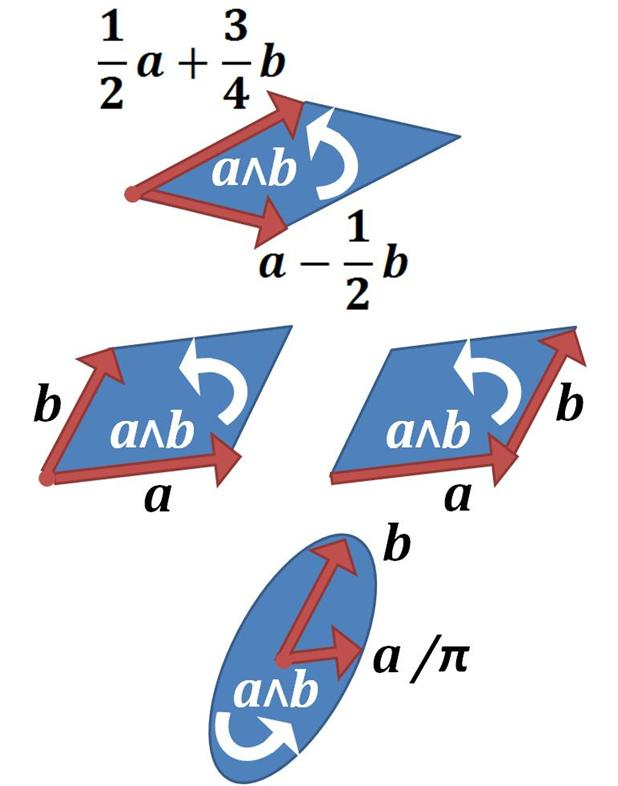
Parallella plana segment med samma orientering och area motsvarande samma bivektor a ∧ b

Bivektorer genereras av den yttre produkten på vektorer: givet två vektorer a och b, är deras yttre produkt en bivektor a ∧ b, liksom varje summa av bivektorer. Inte alla bivektorer kan genereras som en enda yttre produkt. Mer exakt kallas en bivektor som kan uttryckas som en yttre produkt enkel; i upp till tre dimensioner är alla bivektorer enkla, men för högre dimensioner är detta inte fallet. Bivektorn b ∧ a är negationen av bivektorn a ∧ b, vilket ger motsatt orientering och en bivektor a ∧ a är nollbivektorn.
Segment av parallella plan med samma orientering och area motsvarar samma bivektor a ∧ b.
En enkel bivektor kan geometriskt tolkas som ett orienterat plant areasegment, på liknande sätt som vektorer kan anses vara riktade linjesegment. Bivektorn a ∧ b har en magnitud lika med storleken av det område i parallellogrammen med sidorna a och b, som spänns upp av a och b och vars orientering är den rotation som skulle få a att sammanfalla med b.
I lekmannatermer är varje yta samma bivektor om den har samma area, samma orientering och är parallell med ett givet plan.

## Härledning
I denna artikel kommer bivektorer endast att behandlas inom ramen reella geometriska algebror. I praktiken är detta en mindre begränsning då alla användbara applikationer härleds från sådana algebror. 

### Geometrisk algebra och den geometriska produkten
Bivektorn uppkommer från definitionen av den geometriska produkten över ett vektorrum. För vektorna a, b och c, definieras den geometriska produkten för vektorer enligt
Associativitet:
{\displaystyle (\mathbf {ab} )\mathbf {c} =\mathbf {a} (\mathbf {bc} )}
Vänster- och högerdistributivitet:
{\displaystyle \mathbf {a} (\mathbf {b} +\mathbf {c} )=\mathbf {ab} +\mathbf {ac} }
{\displaystyle (\mathbf {b} +\mathbf {c} )\mathbf {a} =\mathbf {ba} +\mathbf {ca} }
Kontraktion:
{\displaystyle {\mathbf {a} }^{2}=Q(\mathbf {a} )=\epsilon _{\mathbf {a} }{\left|\mathbf {a} \right|}^{2}}
där Q är en kvadratisk form, |a| är magnituden av a och ϵa är vektorns metriska signatur. För en rymd där den euklidiska metriken ϵa är 1 och kan utelämnas, blir kontraktionsvillkoret
{\displaystyle {\mathbf {a} }^{2}={\left|\mathbf {a} \right|}^{2}}

### Den inre produkten
Från associativiteten följer a(ab) = a2b, en skalär multiplicerad med b. När b inte är parallell med a och således inte är en skalär multipel av a, kan ab inte vara skalär. Men
{\displaystyle {\frac {1}{2}}(\mathbf {ab} +\mathbf {ba} )={\frac {1}{2}}((\mathbf {a} +\mathbf {b} )^{2}-\mathbf {a} ^{2}-\mathbf {b} ^{2})}
är en summa av skalärer och är således en skalär. Av cosinussatsen tillämpad på triangeln som bildas av vektorerna, är dess värde |a||b| cos θ, där θ är vinkeln mellan vektorerna. Den är därför identisk med den inre produkten av två vektorer och skrivs på samma sätt,
{\displaystyle \mathbf {a} \cdot \mathbf {b} ={\frac {1}{2}}(\mathbf {ab} +\mathbf {ba} ).}
Den är symmetrisk, skalär och kan användas till att bestämma vinkeln mellan två vektorer.

### Den yttre produkten
Precis som den inre produkten kan formuleras som den symmetriska delen av den geometriska produkten, kan en annan kvantitet, den yttre produkten, formuleras som den antisymmetriska delen av den geometriska produkten:
{\displaystyle \mathbf {a} \wedge \mathbf {b} ={\frac {1}{2}}(\mathbf {ab} -\mathbf {ba} )}
Den är antisymmetisk i  a och b
{\displaystyle \mathbf {b} \wedge \mathbf {a} ={\frac {1}{2}}(\mathbf {ba} -\mathbf {ab} )=-{\frac {1}{2}}(\mathbf {ab} -\mathbf {ba} )=-\mathbf {a} \wedge \mathbf {b} }
och genom addition:
{\displaystyle \mathbf {a} \cdot \mathbf {b} +\mathbf {a} \wedge \mathbf {b} ={\frac {1}{2}}(\mathbf {ab} +\mathbf {ba} )+{\frac {1}{2}}(\mathbf {ab} -\mathbf {ba} )=\mathbf {ab} }
Det vill säga, den geometriska produkten är summan av den symmetriska inre produktem och den antisymmetriska yttre produkten.
För att undersöka egenskaperna hos a ∧ b, betrakta formeln
{\displaystyle (\mathbf {a} \cdot \mathbf {b} )^{2}-(\mathbf {a} \wedge \mathbf {b} )^{2}=\mathbf {a} ^{2}\mathbf {b} ^{2},}
vilken genom användande av Phytagoras sats ger värdet av (a ∧ b)2 som
{\displaystyle (\mathbf {a} \wedge \mathbf {b} )^{2}=(\mathbf {a} \cdot \mathbf {b} )^{2}-\mathbf {a} ^{2}\mathbf {b} ^{2}=\left|\mathbf {a} \right|^{2}\left|\mathbf {b} \right|^{2}(\cos ^{2}\theta -1)=-\left|\mathbf {a} \right|^{2}\left|\mathbf {b} \right|^{2}\sin ^{2}\theta }
Med en negativ kvadrat, kan den inte vara en skalär kvantitet utan är ett nytt slag av objekt, en bivektor. Den har magnituden
{\displaystyle |\mathbf {a} |\ |\mathbf {b} |\ |\sin \theta |}
där θ är vinkeln mellan vektorerna och är 0 för parallella vektorer.